# Паннонійський флот
Флавіїв Паннонійський флот (лат. Classis Flavia Pannonica) — один з провінційних флотів у складі давньоримського флоту часів Римської імперії, що діяв у I—V ст. Базувався в Тавруні, охороняв верхню частину Дунаю та його притоки. В період пізньої Римської імперії називався Істрійським флотом.

## Історія
Основа майбутнього флоту було створено на Дунаї і Саві за різними версіями за наказом імператора Августа близько 12 року до н. е. після підкорення іллірійських племен, або близько 6 року в рамках підготовки військової кампанії проти маркоманів. Ймовірно їм опікувався Тіберій, оскільки вже тоді згадується Карнунт як тимчасова база цього флоту. Паннонійський флот забезпечив переведення і постачання військ. Втім він знадобився під час Великого іллірійського повстання. Відмова після 10 року від намірів розширювати володіння за Дунай призвела до послаблення флоту. Невідомо в якому статусі він існував. Перше письмове свідчення про нього відноситься до 35 року. Про нього свідчить історик Тацит, розповідаючи про події 50 року, пов'язанні з падінням короля квадів Ваннія.
Моряки Паннонійського флоту під час боротьби за владу підтримали Веспасіана. Останній близько 75 року надав цьому флоту (разом з Мезійський) додав почесне ім'я Флавіїв. Флот за часів імператора Доміціана допомагав в захоплені Декуматів. За панування цього імператора Манлій Фелікс керував Паннонійським і Германським флотами (praefectus classium Pannonicae et Germanicae), ймовірно через намір імперії підкорити германські племена або для придушення повстання Антонія Сатурніна. Ймовірно також флот брав участь в кампанії Доміціана проти Дакії. З 101 року брав участь у війнах Траяна щодо підкорення Дакії.
На початку Маркоманських військ флот забезпечував захист кордонів імперії під час перекидання військ, матеріалів, знарядь, харчів іншими флотами, а також охороняв тили власне римської армії. На думку дослідника Георга Олександра Роста це також було пов'язано зі значними втратами, що мав Паннонійський флот під час вторгнення маркоманів в межі імперії у 165 році. Його вдалося відновлювати й напочатку 170-х років він не мав значних суден для транспортування. Вже у 178—180 роках під час Другої Маркоманської війни Паннонійський флот відігравав важливу роль у бойових діях.
За часів імператора Костянтина I флот було реорганізовано, він отримав назву Істрійського (лат. classis Histrica). 374 року флот марно намагався завадити вторгненню племен язигів й квадів до провінції Паннонія Секунда. З кінця IV ст. складався з 3 флотилій: Істрійської (лат. Classis Histricae) — відповідав за паннонську частину Дунаю; Арлапени і Комагенени (лат. Classis Arlapensis et Comaginensis) — забезпечивував захист річок Іббс (сучасна Нижня Австрія), Арлапен (сучасна Штирія), Намаріс з центром в Каструмі Комагена; Лауріакської (лат. Classis Lauriacensis) з центром в Лауріакумі — забезпечував захист на річка Норіка. Також при легіонах XIV Близнюків, X Близнюків діяли власні есадри (лат. milites liburnarii).
Остання згадка про флот міститься «Житті Святого Северина», згідно чого він ще існував на початку V ст. В подальшому ймовірно більшість флоту, що залишилося, захопили руги.

## Характеристика
Базою слугував Тавруні. Згідно з Notitia Dignitatum наприкінці IV ст. базу було перенесено до Віндобони. Стоянками (лат. stationes) були: Кастра Регнум, Сінгідун, Лауріакім, Сірмій, Сісція, Петавій, Мурса Майор, Аквінкум, Каструм Комагена, Брігетіон, Кастра Батавіс, Альтіна, Емона.
Входив до складу римських прикордонних військ на півночі Верхньогерманський-ретійський лімес) та сході на річках Данувій (Дунай) від Кастра Регнум до Сінгідуна і Залізних воріт. Захищав кордон між річками Драва (Драва) і Сава в провінціях Паннонія, Норик і Рецій від проникнення «варварських» германських племен, що бажали поселитися в межах Римської імперії. Виконував функцію захисту південної частини Бурштинового шляху від Карнунта до Аквілеї, а також транспортування краму під час потужних паводків на Дунаї, що було звичним явищем на той час. Також разом з Мезійським флотом здійснював захист торгівельних шляхів Дунаєм та його притоками.
Під час війн забезпечував транспортування великими річками. Кораблі скріплювали між собою потужними ланцюгами створюючи тим самим своєрідний міст.
Розмір платні рядових змінювався від 75 денаріїв на рік (за Августа) до 225 (за Каракалли). Префект флоту отримував 60 тис. сестерціїв на рік.

### Кораблі
Під час династії Антонінів флот складався з 125 великих і 100 малих лібурн, трирем було мало, вони слугували флагманами. Існувало також бл. 100 «патрульних» лібурн та транспортні судна з довжиною корпусу від 15 до 20 м з веслами і вітрилами. Вантажі переміщали до 20 тонн. Ці кораблі мали лише невелику осадку, щоб вони могли легко перетинати навіть дуже дрібні річки.
У IV ст. флот складався переважно з лузорій, актуарій і юдікар, які зі своїм пласким дном були ідеальними для звивистих річкових руслів. Вони виявилися стійкими і їх могли освоїти навіть недосвідчені моряки за відносно короткий час.

## Управління
На чолі стояв префект флоту (лат. praefectus ripae Danuvii). Підпорядковувався легату-пропретору провінції Паннонія. Інколи ці посади поєднувалися. Напочатку 70-х років імператор Веспасіан підвищив префекта флоту зі статусу sexagenarius до ducenarius.
Заступником і першим помічником префекта флоту був субпрефект. Далі йшли 2 препозити флоту, які під час великих компаній могли очолювати окреми з'єднання кораблів. Капітани кораблів називалися трієрархами (лат. trierarchus), командувачі «ескадрами» — навархами (лат. nauarchus), старший з яких називався першим навархом (лат. nauarchus princeps) навархом-архікерманичем (лат. nauarchus archigybernes). У III ст. було впроваджено посаду морського трибуна (лат. tribunus classis), який перебрав обов'язки першого наварха.
Екіпаж складався з трієрарха, веслярів (лат. remiges), центурії маніпуларіїв, морського персоналу, відповідального за командування кораблем (лат. classiari). Термін служби зазвичай становив 26 років, з III ст. — 28 років, іноді відомі й більш тривалі терміни служби. Після почесного звільнення (лат. honesta missio) вони отримували компенсацію грошима або шматком орної землі, здобуття римського громадянства і права одружуватися.